# 惠洪
惠洪（1071年—1128年），名德洪，字覺範，號寂音尊者，又號明白庵、甘露滅、冷齋、石門精舍等，人們有時又以“洪覺範”稱呼之，俗姓彭。北宋筠州新昌（今江西宜豐）人。

## 生平
出生於今宜豐縣橋西鹽嶺下竹園彭家，族叔彭幾，官至協律郎。元丰七年（1084），惠洪年十四歲，父母雙亡，至县城北郊三峰山宝云寺為童子。元祐二年（1087），惠洪在新昌縣洞山師從克文禪師，學習出世之法。元祐四年（1089），参加东京天王寺佛经考试，冒惠洪名得剃度为僧。元祐六年（1091），依止宣秘大師深公，講《成唯識論》，又憑藉詩才在京城縉紳間聞名。之後離開京師，仍從克文禪師為侍者。紹聖四年（1097）移住洪州寶峰院，之後的幾年間雲遊各地，多次前往杭州。崇寧二年（1103），在長沙雲蓋山，與陳瓘交往。翌年初，黃庭堅路過長沙，惠洪與之唱酬。尚書左丞張商英罷相後，三次招徠惠洪，稱讚他為“天下之英物，聖宋之異人”。大觀元年（1107），在知撫州朱彥的邀請下住臨川北景德寺，建明白庵。大觀三年（1109），惠洪在江寧府清涼寺，因僧人狀告他偽造度牒，下江寧制獄，入獄一年，遇赦，翌年四月出獄，喪失了僧籍。然而張商英為其特奏，再次得度，且因叔父彭幾與郭天信的關係，獲得了“寶覺圓明大師”之號。政和元年（1111），因张商英、郭天信一案牵连，杖二十，刺配流放朱崖軍（今三亞市）。配流期間，改號甘露滅，又有詩自稱“海上垂鬚佛”，後世日本僧人有時以“垂鬚佛”稱之。三年後赦還，居筠州。政和八年（1118），在江西雲遊時，惠洪遭一道士狀告，稱其為張懷素黨人，遂再次下獄于南昌。百餘日後遇赦，出獄。靖康元年，蔡京等新黨倒台，朝廷追復張商英、陳瓘等官爵。惠洪見政局已改，再次前往京師，要求恢復僧籍，獲得允許。建炎二年（1128）示寂于建昌縣（今江西永修）同安寺。塔頭在建昌縣鳳棲山。
惠洪長於詩文，“觉范斯须立就”，《彦周诗话》说：“颇似文章巨公所作，殊不类衲子。”被推为“宋僧之冠”，王安石女兒稱其“浪子和尚”。方回《瀛奎律髓》收錄惠洪〈贈尼昧上人〉詩，有“未肯題紅葉，終期老翠微。余今倦行役，投杖夢煙霏”之句，內容近於挑逗尼姑，方回評論道：“紅葉之句，又似侮之；末句有欲炙之色，女人出家終何益哉！”難免坐實了“亦洪有以取之也”的六根不淨形象。
惠洪的禪學承繼的是臨濟宗黃龍派，特別是其師父真淨克文的學說。惠洪提倡“禪教合一”，為《楞嚴經》《法華經》做箋釋，也是受克文的影響。惠洪的禪學特點在於其“以筆硯作佛事”，以詩文為宣揚禪理的手段。這種觀念與傳統的禪門觀念“平常無事”“不立文字”相違，在當時也引起了反對。相應地，惠洪則打出了“文字禪”的旗號，藉以批判“無事禪”。惠洪認為，不能拘泥於“不立文字”，他說“大智精妙颖悟之力能到其所安。此中虽无地可以栖言语，然要不可以终去语言也。”（《石门文字禅》卷二十五《题百丈常禅师所编大智广录》）惠洪還致力於僧史的編纂，著有《禪林僧寶傳》，他認為通過記述過往高僧的言行，可以樹立“典型”，以供後人學習。

## 著作
著述頗豐，作品有《石門文字禪》、《冷齋夜話》10卷、《林間錄》、《天厨禁脔》3卷等。周泳先辑其词为《石门长短句》1卷。
惠洪的作品大約在室町時代早期傳入日本。至日本寶永七年（1710），曹洞宗僧人廓門貫徹《注石門文字禪》出版。貫徹為惠洪作此注耗時二十年。

## 外部連結
- 黃啟江：〈僧史家惠洪與其「禪教合一」觀 （页面存档备份，存于）〉。